# Humbauville
Humbauville es una comuna francesa situada en el departamento de Marne, en la región de Gran Este.

## Demografía
| 81 | 77 | 71 | 94 | 87 | 75 | 77 |
| Para los censos de 1962 a 1999 la población legal corresponde a la población sin duplicidades (Fuente: INSEE [Consultar]) |    |    |    |    |    |    |